# Monte San Lorenzo (España)
El San Lorenzo o "Cuculla", con 2271 m s. n. m., es el pico más alto de La Rioja (España) y el segundo del sistema Ibérico tras el Moncayo. Forma parte de la sierra de la Demanda, conocida antes por los romanos como montes "Distercios".  
El Monte San Lorenzo recibía el nombre de "Dercertio"",  o "Dercetius" por las tribus celtas. En la Edad Media se le conocía como «Cuculla» o "Cogulla", en referencia a la capucha del hábito que usan los monjes.

## Descripción
La principal vía de acceso son las carreteras LR-415 y LR-416, que suben desde la población de Ezcaray.
En las faldas del monte se encuentra la estación de esquí alpino de Valdezcaray.

## Dercetius, el dios de las montañas
Los pueblos celtas de Hispania y de Europa veneraban las cumbres y montañas como morada de algún dios o espíritu poderoso. 
Dercertius es una deidad que se encontramos en distintos sitios de la antigua Lusitania y Galaica. Se han encontrado inscripciones dedicadas a él en Braga (Bracara Augusta).
El padre Fidel Fita, en el verano de 1883 publicó un artículo en Boletín de la Real Academia de la Historia, en la que nos cuenta que el padre Toribio Minguella, prior del Monasterio de San Millán (Yuso), informa del descubrimiento en San Andrés (barrio de Estollo) de un ara romana dedicada al dios "Dercetio" (CIL II, 5809), dios de la montaña.
El hallazgo se produjo por un labrador llamado Juan Cañas en el paraje de San Cristóbal, cerca del monte Castillo, un antiguo castro romano. En la parte superior de la piedra había una circunferencia labrada en forma de cordoncillo, lugar donde se colocaban las ofrendas y sacrificios. En una de las caras laterales se podía leer la inscripción:
DERCETIO / (---)AIO(---) / M(---)S / (---V(OTVM) S(OLVIT) L(IBENS) M(MERITO) 
Cerca se encontró también otra piedra, hoy perdida, dedicada a una divinidad llamada Obiona (CIL II, 5808).
El "monte Dercetius" sería el actual monte San Lorenzo y los montes "Distercios" la sierra de la Demanda, en aquellos tiempos la frontera entre celtíberos y berones. Y "Dercetius" el numen tutelar (divinidad protectora) de ese monte, tal vez un dios uranio con asiento en las montañas.

## Mons Dercetius de San Braulio

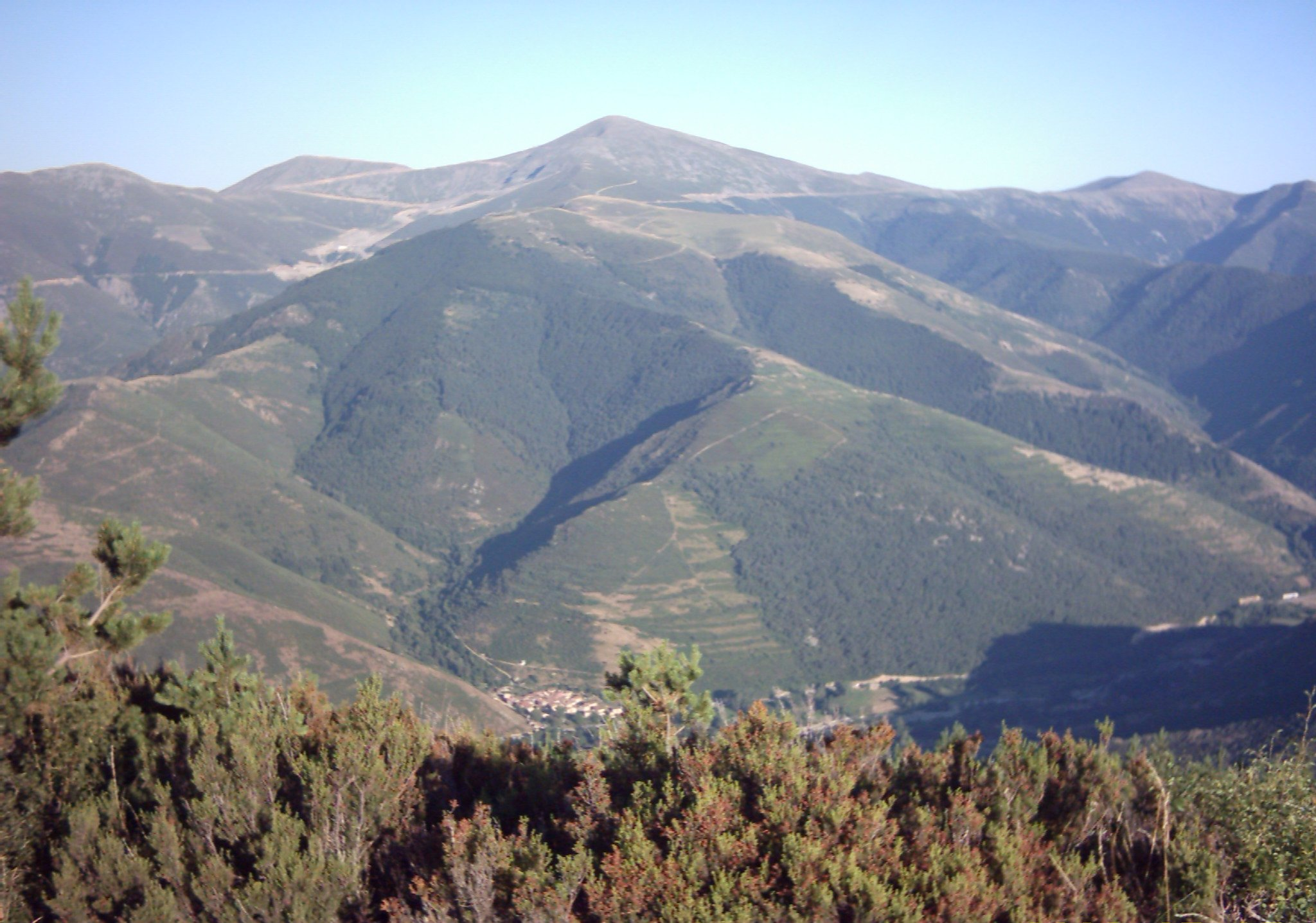
San Lorenzo desde El Hombre

El nombre de la divinidad a la que estaba consagrada el ara es el mismo que el del "mons Dercetius" mencionado por S. Braudio en su Vit. S. Emiliani (4), al que el santo se retiró a meditar y orar: Hic ubi pervenit ad remotiora Dercetii montis secreta, culminique eius, quantum qualitas coeli silvaque sinebant, propinquus, ac collibus hospes effectus, consortio hominum privatus, angelorum solummodo fungebatur consolationibus, quadragesimis ibi habitans annorum recursibus.
El culto celtibérico a los bosques y montes sobrevivió, por lo menos, hasta el siglo VI. En este momento San Millán se adentra en lo más profundo de los montes Distercios y, según cuenta San Braulio, recibe la visita de los ángeles en la cumbre del monte "Dercetio" con el mandato de expulsión del dios indígena y la misión de consagrar toda la montaña al dios cristiano. 
En este contexto se explica las distintas escenas de enfrentamiento con el diablo que podemos ver en el arca relicario del siglo XI. La figura del diablo simboliza los antiguos cultos. Las peleas entre el diablo y San Millán es una guerra por el dominio de la montaña.